# Muzeum Ludwigových
Muzeum Ludwigových (německy Museum Ludwig) v Kolíně nad Rýnem je jedno z nejvýznamnějších evropských muzeí moderního umění. Disponuje největší sbírkou pop-artu Evropy, jejíž jádro darovali manželé Peter a Irene Ludwigovi, čímž také muzeum roku  1976 vzniklo. Dále je zde třetí největší sbírka Picassových děl na světě, významná sbírka německého expresionismu z odkazu sběratele Josefa Haubricha, klíčová díla ruské avantgardy a sbírka k dějinám fotografie. Výstavní plocha činí asi 8000 m². 

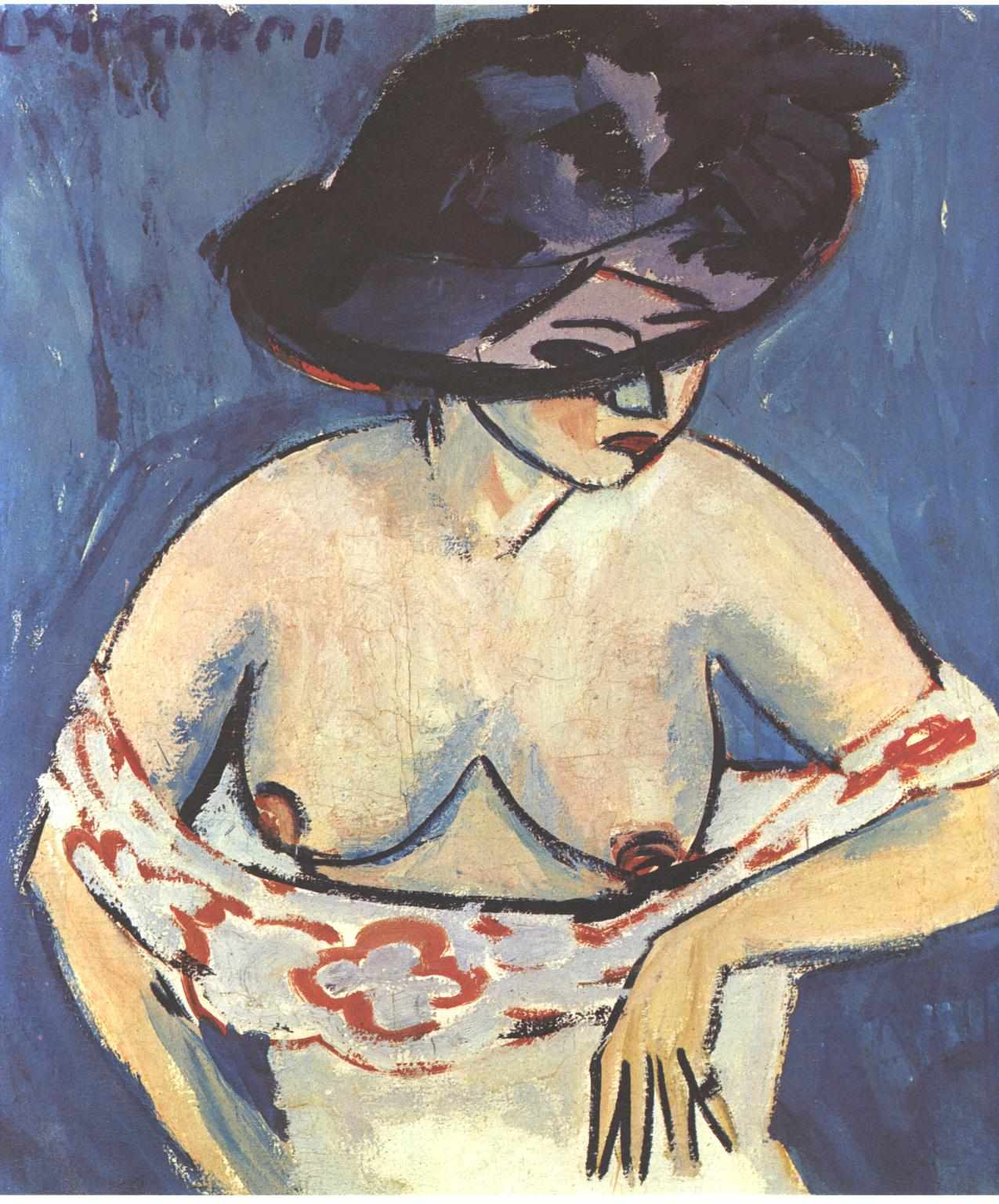
Ernst Ludwig Kirchner: Ženský poloakt v klobouku (1911)
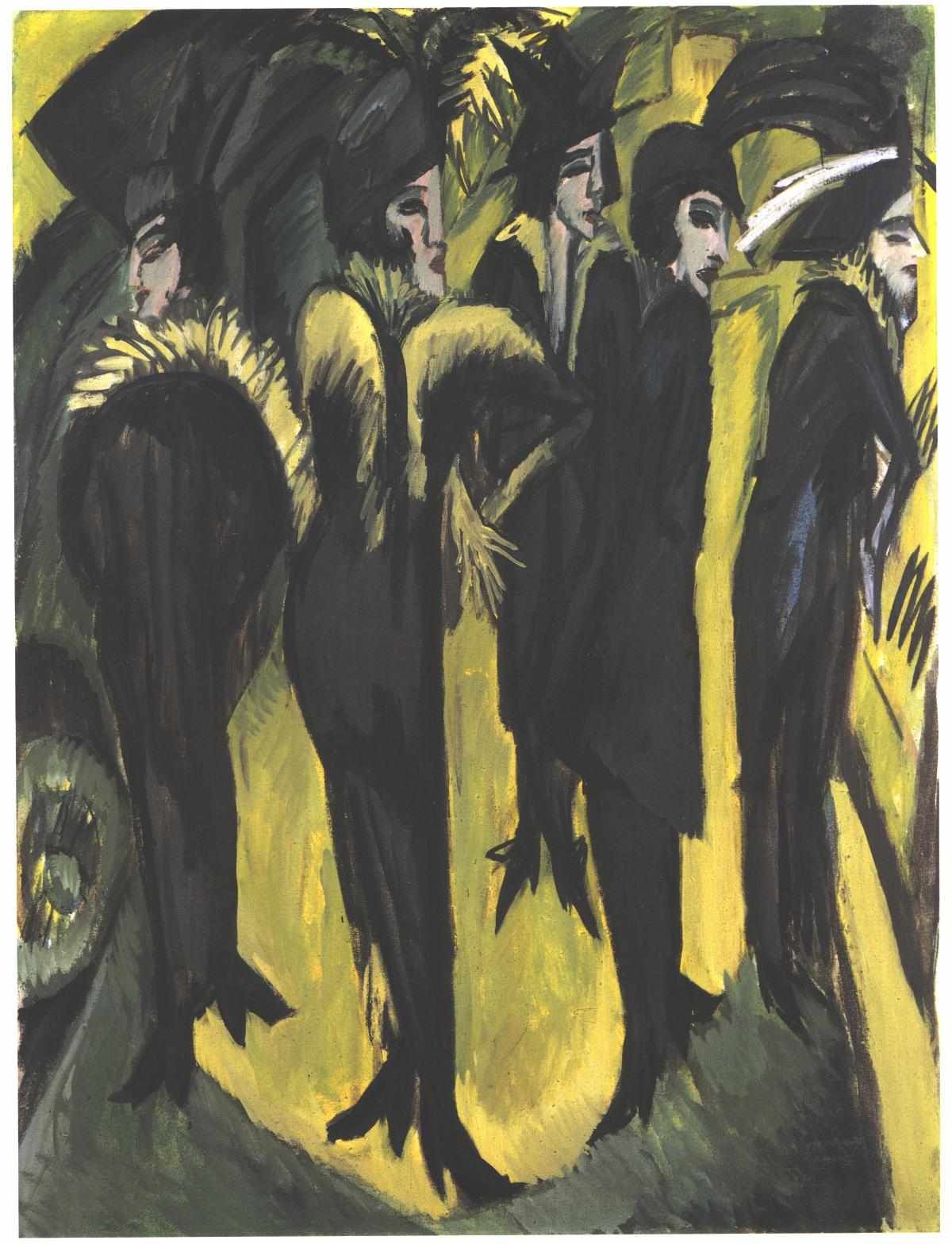
Ernst Ludwig Kirchner: Pět žen na ulici (1913)
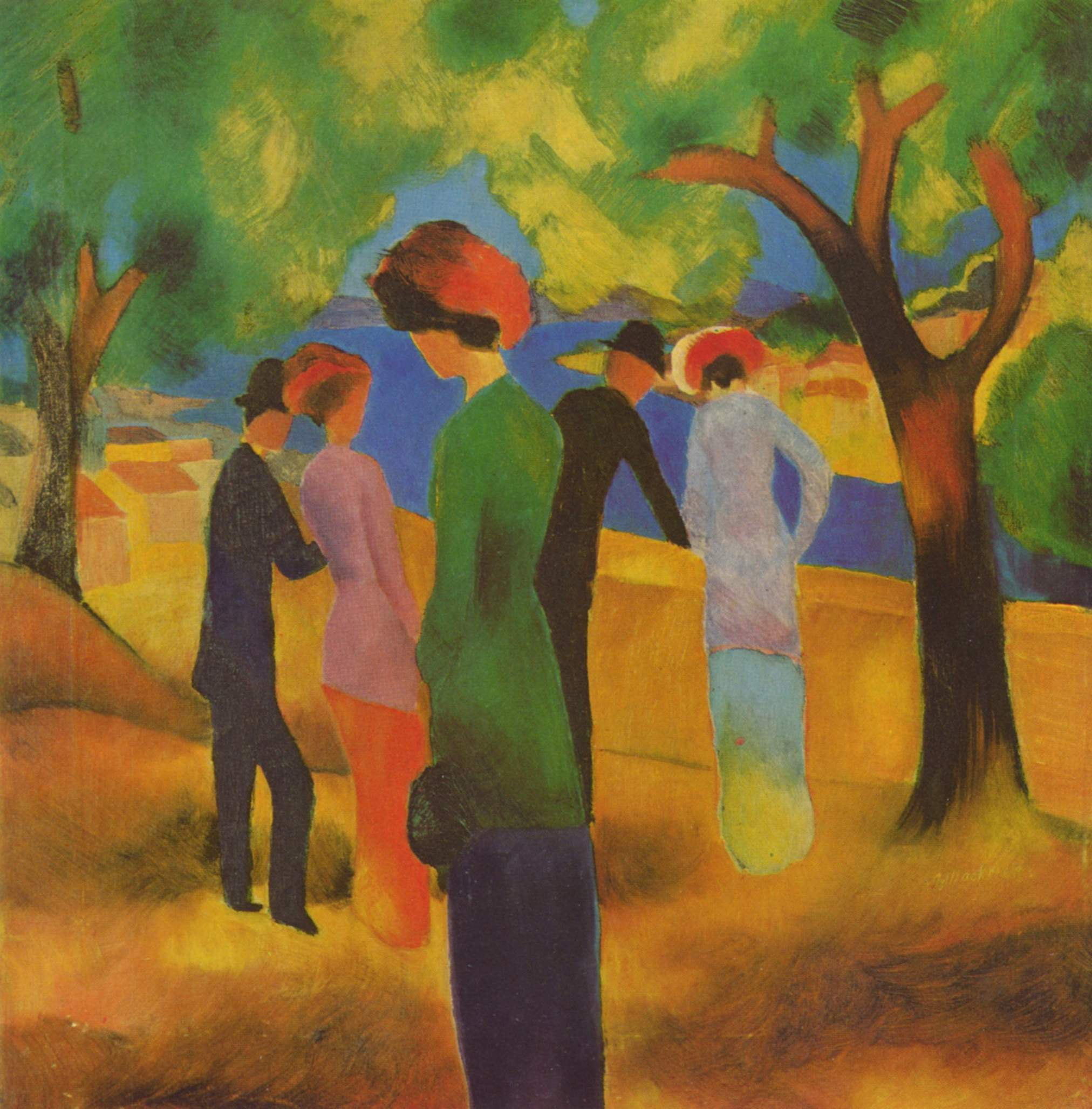
August Macke: Dáma v zelené bundě (1913)
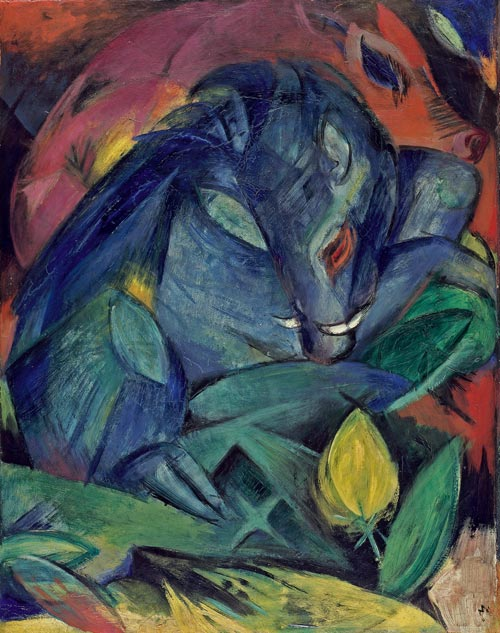
Franz Marc: Divočáci (1913)
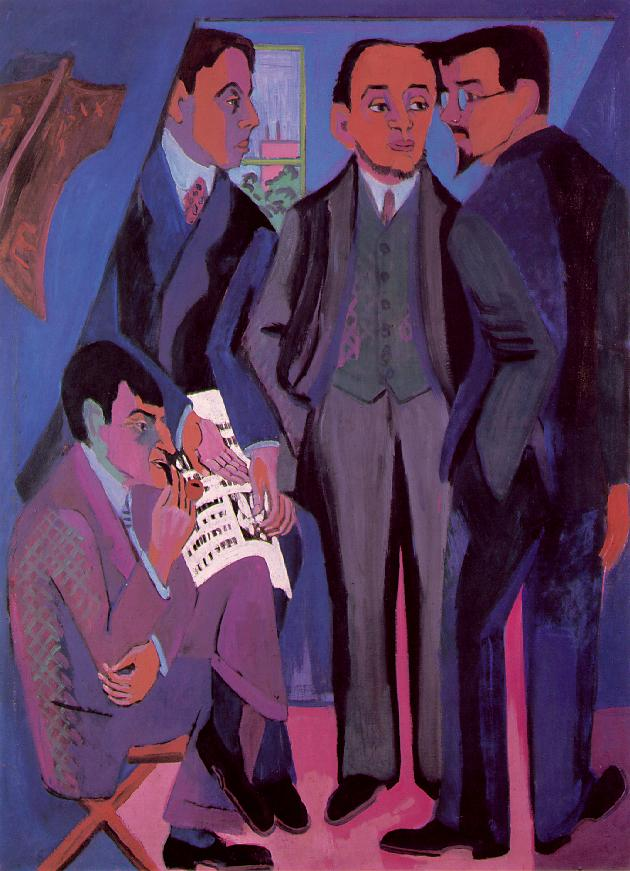
Ernst Ludwig Kirchner: Společnost umělců (1926)
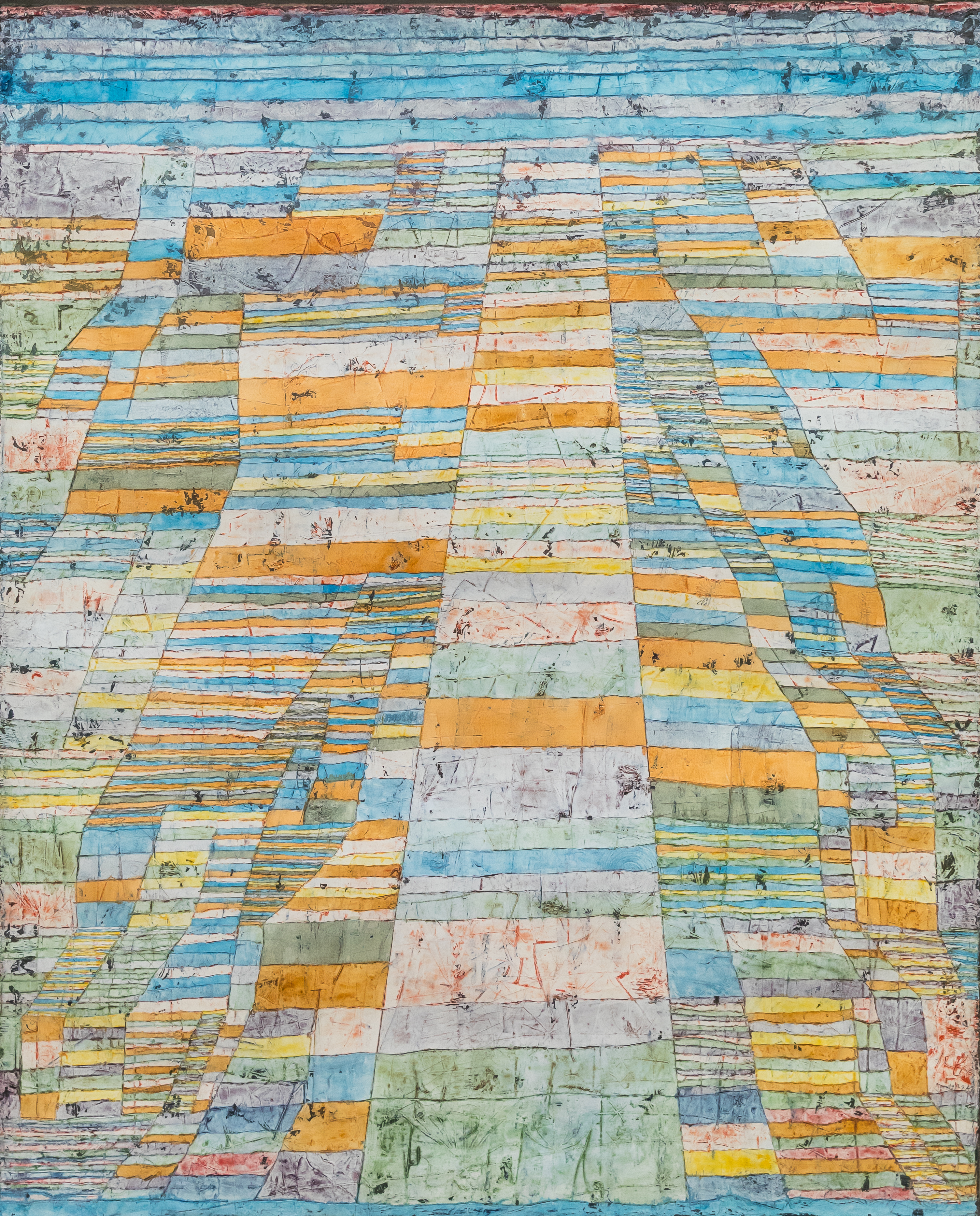
Paul Klee: Hlavní cesta a vedlejší cesty (1929)
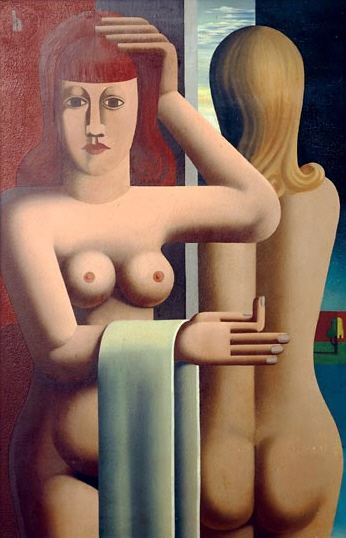
Heinrich Hoerle: Dvě ženy (1930)
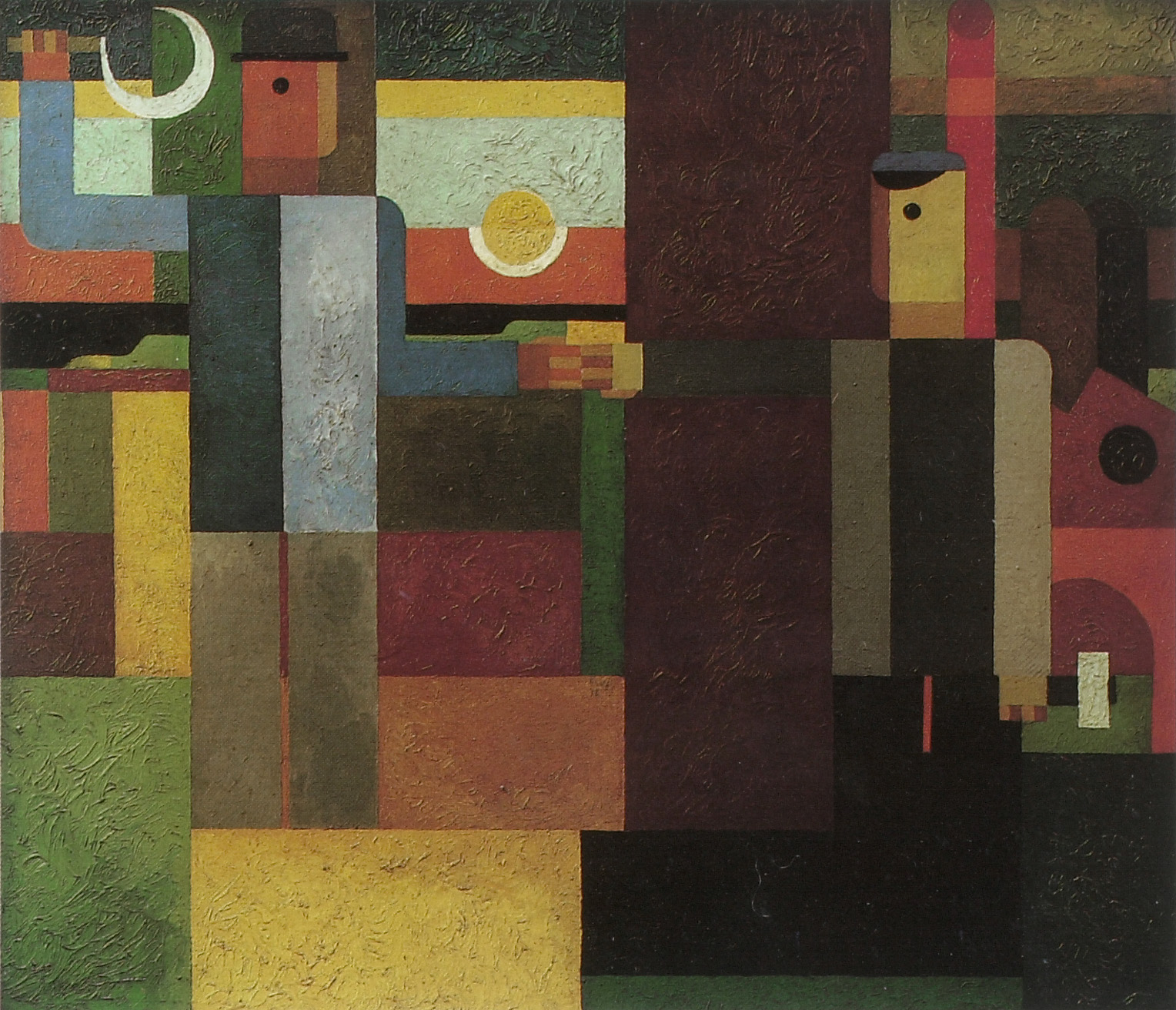
Franz Wilhelm Seiwert: Město a venkov (1932)
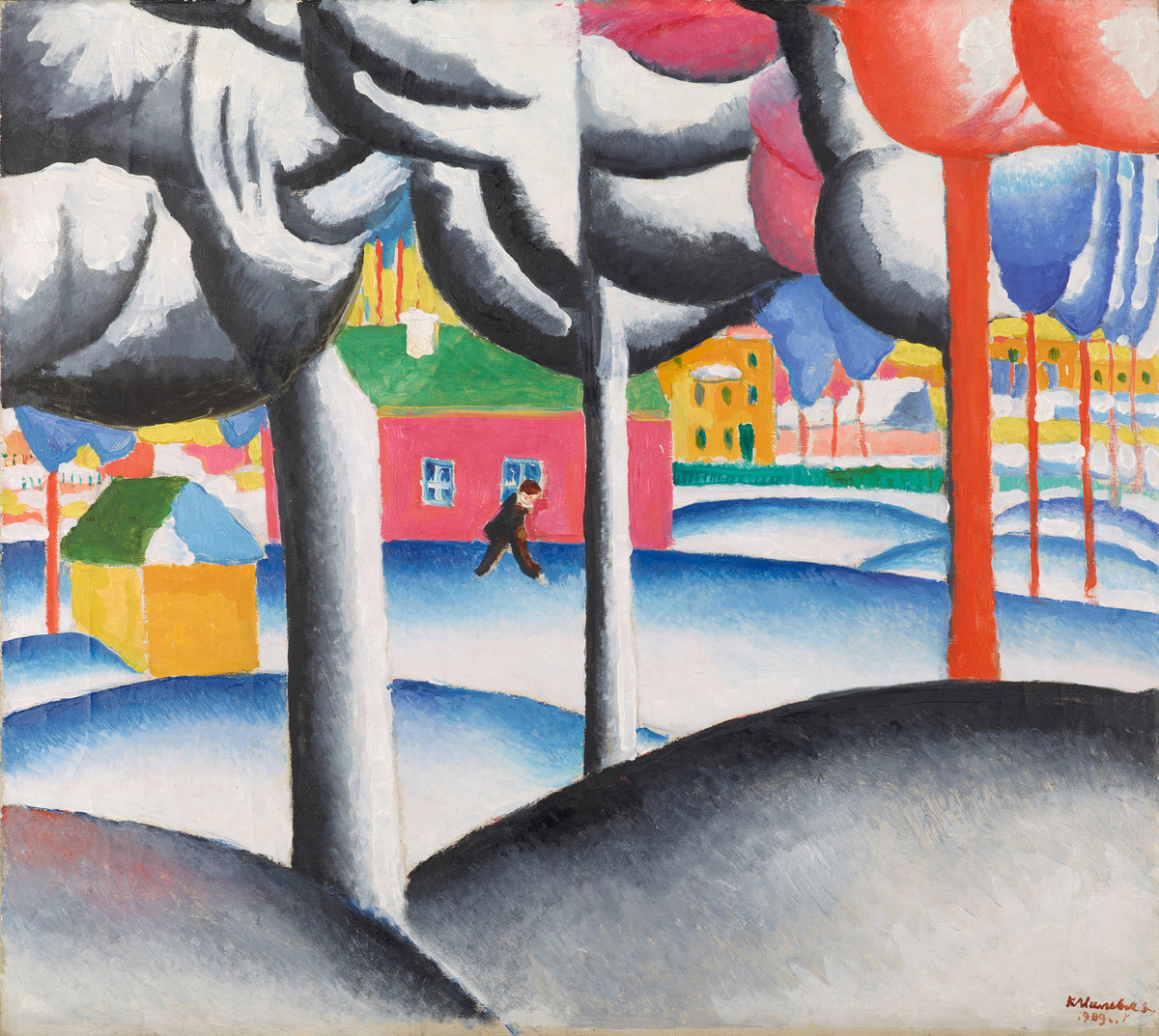
Kazimir Malevič: Zima (1909)
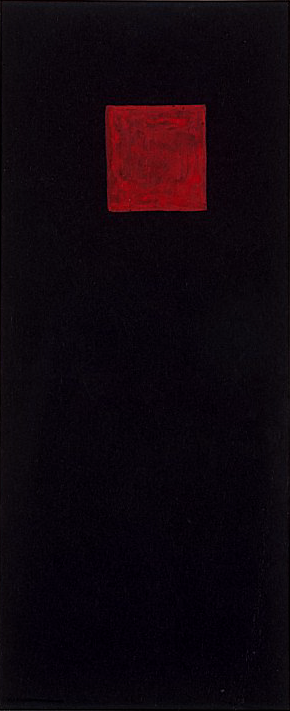
Kazimir Malevič: Rudý čtverec na černé (1922)
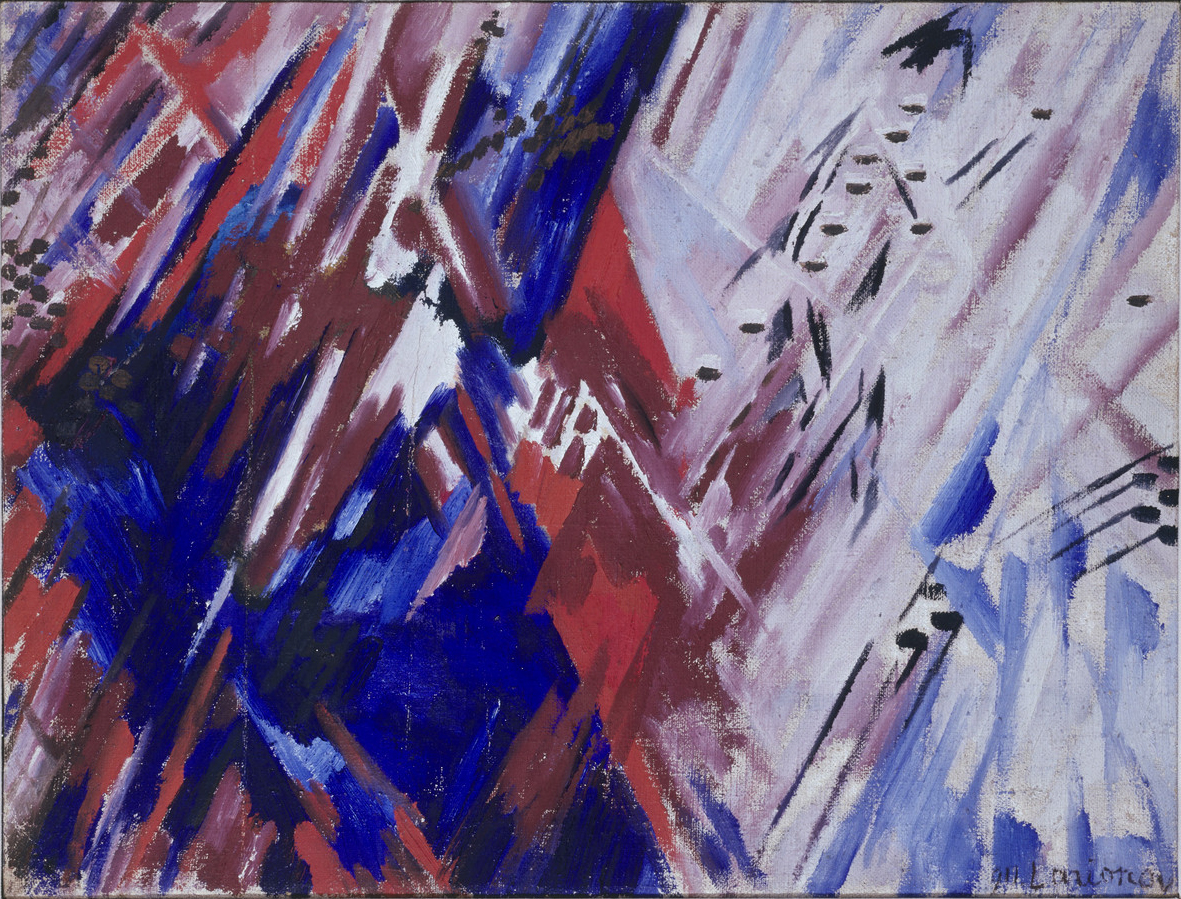
Michail Larionov: Rayonismus: červená a modrá (1911)